# كريس ستون
كريس ستون (بالإنجليزية: Chris Stone)‏ هو معلم موسيقى وشخصية أعمال أمريكي، ولد في 1935 في نيويورك في الولايات المتحدة، وتوفي في 10 سبتمبر 2016.